# Franz Conrad von Hötzendorf
Franz Conrad von Hötzendorf, avstrijski feldmaršal, * 11. november 1852, Penzing, Dunaj, † 25. avgust 1925, Bad Mergentheim, Württenberg

## Življenjepis
Conrad von Hötzendorf je bil vrhovni poveljnik generalštaba avstro-ogrskih oboroženih sil med prvo svetovno vojno.